# Lagalamm
Lagalamm är en sjö i Ludvika kommun i Dalarna och ingår i Göta älvs huvudavrinningsområde.